# NGC 1878
NGC 1878 je otvoreni skup u zviježđu Stolu. 

## Vanjske poveznice
- SEDS: NGC 1878